# Quirel Massé
Quirel Massé (Washabo, 7 maart 1998) is een Surinaams voetballer. Hij speelt voor FC Inter Wanica en in het Surinaamse voetbalelftal.

## Carrière
Quirel Massé speelt voor de FC Inter Wanica in de Eerste Divisie van de SVB.
Begin 2022 werd hij door bondscoach Stanley Menzo geselecteerd voor het Surinaamse voetbalelftal. Met Natio won hij op 28 januari 2022 met 1-0 tegen Barbados. Op 1 februari 2022 zat hij op de bank toen Suriname met 2-1 tegen Guyana won.